# Bellardia townsendi
Bellardia townsendi är en tvåvingeart som först beskrevs av Hall 1948.  Bellardia townsendi ingår i släktet Bellardia och familjen spyflugor. Inga underarter finns listade i Catalogue of Life.